# Motherwar
Motherwar è il secondo album della band melodic death metal Dispatched, pubblicato nel 2000 dalla Music for Nations.
In Giappone il disco contiene due tracce bonus.
Nel 2007 l'album è stato rimasterizzato dalla by Metal Mind/Soulfood in una versione limitata di 2000 copie.

## Tracce
1. Intro 1:47
2. Motherwar 4:22
3. To Sleep You Go 4:06
4. Down 4:25
5. Templar 4:26
6. The Final Countdown (cover Europe)
7. Dispatched 14:18

### Bonus track (Giappone)
1. A Trail To Fear
2. Raven

## Formazione

### Componenti principali
- Daniel Lundberg - chitarra, tastiere
- Fredrik Karlson - voce, tastiere
- Mattias Hellman - basso
- Dennis Nilsson - batteria